# 슈퍼 크리크
슈퍼 크리크(スーパークリーク, Super Creek, 1985년 5월 27일 ~ 2010년 8월 29일)는 일본의 경주마, 종모마다. 1988년 국화상, 1989년 추계 천황상, 1990년 춘계 천황상에서 우승을 거두었다.

## 생애

### 경주마 시기
1988년 말에 개최된 1988년 아리마 기념에서는 오구리 캡, 타마모 크로스에 이어 3위로 들어왔으나, 결승점을 약 200m 앞둔 상황에서 메지로 듀렌의 진로를 방해한 것으로 판명되어 실격되었다.

## 경주 성적
| 날짜        | 경마장   | 경기명                 | 등급  | 트랙       | 배당 (인기 순위) | 순위 | 시간       | 기수          | 우승마 (2위마)    |
| ----------- | -------- | ---------------------- | ----- | ---------- | ---------------- | ---- | ---------- | ------------- | ----------------- |
| 1987.12.05. | 한신     | 3세 신마 (현 2세 신마) | -     | 잔디 2000m | 5.4 (4)          | 2    | 2:03.1     | 다바라 세이키 | 파운드리 딕터     |
| 1987.12.26. | 한신     | 3세 신마 (현 2세 신마) | -     | 잔디 2000m | 2.0 (1)          | 1    | 2:03.7     | 다바라 세이키 | (롱 그라시아스)   |
| 1988.01.05. | 교토     | 후쿠주소 특별          | 400만 | 잔디 2000m | 2.9 (1)          | 4    | 2:06.5     | 다바라 세이키 | 마이네르 프리셰   |
| 1988.02.24. | 교토     | 기사라기상             | G3    | 잔디 2000m | 10.2 (4)         | 3    | 2:04.5     | 미나이 가쓰미 | 마이네르 프리셰   |
| 1988.03.19. | 한신     | 스미레상               | OP    | 잔디 2200m | 3.5 (3)          | 1    | 2:18.8     | 다케 유타카   | (파워 위너)       |
| 1988.09.25. | 한신     | 고베 신문배            | G2    | 잔디 2000m | 8.3 (4)          | 3    | 2:05.5     | 다케 유타카   | 야에노 다이아     |
| 1988.10.16. | 교토     | 교토 신문배            | G2    | 잔디 2200m | 13.0 (4)         | 6    | 2:15.6     | 다케 유타카   | 야에노 무테키     |
| 1988.11.06. | 교토     | 국화상                 | G1    | 잔디 3000m | 8.5 (3)          | 1    | 3:07.3     | 다케 유타카   | (가쿠엔 투 비트)  |
| 1988.12.25. | 나카야마 | 아리마 기념            | G1    | 잔디 2500m | 7.4 (4)          | DQ   | 2:34.1     | 다케 유타카   | 오구리 캡         |
| 1989.10.08. | 교토     | 교토 대상전            | G2    | 잔디 2400m | 1.4 (1)          | 1    | 2:25.0 (R) | 다케 유타카   | (미스터 시클레논) |
| 1989.10.29. | 도쿄     | 추계 천황상            | G1    | 잔디 2000m | 4.5 (2)          | 1    | 1:59.1     | 다케 유타카   | (오구리 캡)       |
| 1989.11.26. | 도쿄     | 재팬컵                 | G1    | 잔디 2400m | 4.6 (1)          | 4    | 2:22.7     | 다케 유타카   | 홀릭스            |
| 1989.12.24. | 나카야마 | 아리마 기념            | G1    | 잔디 2500m | 3.1 (2)          | 2    | 2:31.7     | 다케 유타카   | 이나리 원         |
| 1990.04.01. | 한신     | 오사카배               | G2    | 잔디 2000m | 2.2 (1)          | 1    | 2:02.9     | 다케 유타카   | (오사이치 조지)   |
| 1990.04.29. | 교토     | 춘계 천황상            | G1    | 잔디 3200m | 1.5 (1)          | 1    | 3:21.9     | 다케 유타카   | (이나리 원)       |
| 1990.10.07. | 교토     | 교토 대상전            | G2    | 잔디 2400m | 1.1 (1)          | 1    | 2:26.9     | 다케 유타카   | (리얼 버스데이)   |

- DQ: 실격 (Disqualified)
- R: 신기록 (Record)

## 창작물
- 슈퍼 크리크는 말인간 미소녀로 모에화되어 《우마무스메 프리티 더비》에도 등장한다.